# Parinari parilis
Parinari parilis är en tvåhjärtbladig växtart som beskrevs av James Francis Macbride. Parinari parilis ingår i släktet Parinari och familjen Chrysobalanaceae. Inga underarter finns listade i Catalogue of Life.